# Jack Whyte
Pour les articles homonymes, voir Whyte.
Œuvres principales
- La Trilogie des templiers

Jack Whyte, né le 15 mars 1940 à Johnstone en Écosse et mort d'un cancer le 22 février 2021 à Kelowna, est un romancier britannique et canadien, où il a émigré en 1967. Il est notamment l'auteur de la série La Trilogie des Templiers, lue par des millions d'individus à travers le monde.

## Œuvres
Durant sa vie, il a écrit dix-sept ouvrages parmi lesquels La Trilogie des Templiers et Les Chroniques de Camulod.

### SérieLa Trilogie des templiers
1. Les Chevaliers du Christ, Litté de Viamedias, 2006 ((en) Knights of the Black and White, 2006)Réédition, Bragelonne, 2018
2. L'Honneur des justes, Litté de Viamedias, 2007 ((en) Standard of Honor, 2007)Réédition, Bragelonne, 2018
3. La Chute de l'ordre, Bragelonne, 2018 ((en) Order in Chaos, 2009)

### SérieGuardians Trilogy
1. (en) The Forest Laird, 2010
2. (en) Robert the Bruce, 2013
3. (en) The Guardian, 2014

### SérieLes Chroniques de Camulod
1. La Pierre céleste, Bragelonne, 2020 ((en) The Skystone, 1992)
2. Le Chant d'Excalibur, Bragelonne, 2021 ((en) The Singing Sword, 1993)
3. Le Fils de l'Aigle, Bragelonne, 2021 ((en) The Eagles' Brood, 1994)
4. (en) The Saxon Shore, 1995
5. (en) The Fort at River's Bend, 1997
6. (en) Metamorphosis, 1997
7. (en) Clothar the Frank, 2003
8. (en) The Eagle, 2005

### Romans indépendants
- (en) Uther, 2000